# Stéphane Passeron
Stéphane Passeron (ur. 9 grudnia 1968 w Gap) – francuski biegacz narciarski, zawodnik klubu Gap Orcières 1850.

## Kariera
W Pucharze Świata Stéphane Passeron zadebiutował 14 grudnia 1996 roku w Brusson, zajmując 92. miejsce na dystansie 15 km techniką dowolną. Pierwsze pucharowe punkty zdobył ponad cztery lata później - 22 grudnia 2001 roku w Ramsau, gdzie był trzydziesty w biegu na 30 km stylem dowolnym. W klasyfikacji generalnej PŚ został uwzględniony tylko raz - w sezonie 2001/2002 zajął 139. miejsce. Startował także w zawodach cyklu FIS Marathon Cup łącznie czterokrotnie stając na podium, ale nie odniósł żadnego zwycięstwa. W sezonie 2000/2001 zajął drugie miejsce w klasyfikacji końcowej za Włochem Gianantonio Zanetelem. W 2003 roku wziął udział w mistrzostwach świata w Val di Fiemme, zajmując 50. miejsce na dystansie 50 km techniką dowolną, a wspólnie z kolegami z reprezentacji był jedenasty w sztafecie. Nigdy nie wystąpił na igrzyskach olimpijskich. W 2006 roku zakończył karierę.

## Osiągnięcia

### Mistrzostwa świata
| Miejsce | Dzień     | Rok  | Miejscowość   | Konkurencja           | Czas biegu | Strata  | Zwycięzca     |
| ------- | --------- | ---- | ------------- | --------------------- | ---------- | ------- | ------------- |
| 11.     | 25 lutego | 2003 | Val di Fiemme | Sztafeta 4x10 km      | 1:31:56,4  | +2:13,1 | Norwegia      |
| 50.     | 1 marca   | 2003 | Val di Fiemme | 50 km stylem dowolnym | 1:54:25,3  | +9:07,2 | Martin Koukal |

### Puchar Świata

#### Miejsca w klasyfikacji generalnej
- sezon 2001/2002: 139.

#### Miejsca na podium
Passeron nigdy nie stał na podium indywidualnych zawodów Pucharu Świata.

### FIS Marathon Cup

#### Miejsca w klasyfikacji generalnej
- sezon 1999/2000: ?
- sezon 2000/2001: 5.
- sezon 2001/2002: 2.
- sezon 2002/2003: 87.
- sezon 2003/2004: 27.
- sezon 2004/2005: 66.
- sezon 2005/2006: 31.

#### Miejsca na podium
| Nr | Dzień       | Rok  | Zawody               | Dystans               | Czas biegu | Strata  | Pozycja | Zwycięzca            |
| -- | ----------- | ---- | -------------------- | --------------------- | ---------- | ------- | ------- | -------------------- |
| 1. | 28 stycznia | 2001 | Marcialonga          | 70 km stylem dowolnym | 2:43:29,6  | +6,1 s  | 3.      | Juan Jesús Gutiérrez |
| 2. | 24 lutego   | 2001 | American Birkebeiner | 52 km stylem dowolnym | 2:32:53,5  | +1,8 s  | 2.      | Gianantonio Zanetel  |
| 3. | 17 lutego   | 2002 | Transjurassienne     | 76 km stylem dowolnym | 2:11:15,8  | +0,5 s  | 3.      | Roberto De Zolte     |
| 4. | 23 lutego   | 2002 | American Birkebeiner | 52 km stylem dowolnym | 1:57:09,2  | +24,5 s | 2.      | Maurizio Pozzi       |